# 1944
1944 (MCMXLIV) var ett skottår som började en lördag i den gregorianska kalendern.

## Händelser

### Januari
- 1 januari

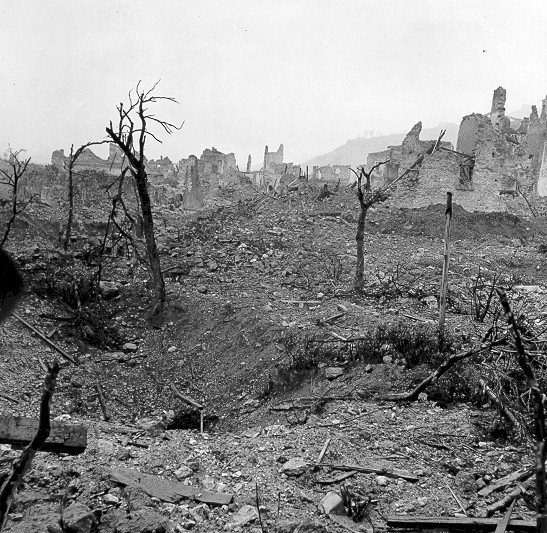
Slaget om Monte Cassino.

  - Det gamla svenska radioanropet "Stockholm-Motala" byts ut mot "Sveriges Radio" [1].
  - Generalfältmarskalk Erwin Rommel utses till ny överbefälhavare för den tyska armégrupp B.
  - Borlänge stad och Fagersta stad blir städer.
- 4 januari
  - Slaget om Monte Cassino börjar.
  - Den danske prästen, dramatikern och motståndsmannen Kaj Munk mördas av nazistsympatisörer [2].
- 15 januari – En jordbävning med styrkan 7,8 drabbar San Juan i Argentina. Cirka 5 000 människor omkommer.
- 17 januari – Sveriges utrikesminister Christian Günther meddelar att allt kulturellt samarbete mellan Sverige och Tyskland nu har upphört [3].
- 20 januari – Tågolycka vid Laholm. Två personer omkommer.
- 27 januari – Den 900 dagar långa tyska belägringen av Leningrad avbryts.
- 30 januari – I Sverige bildas TCO genom en sammanslagning av DACO och gamla TCO [2].
- 31 januari – Amerikanska soldater landstiger på Marshallöarna [4].
- Januari – Den svenska tidningen Social-Demokraten byter namn till Morgon-Tidningen.

### Februari

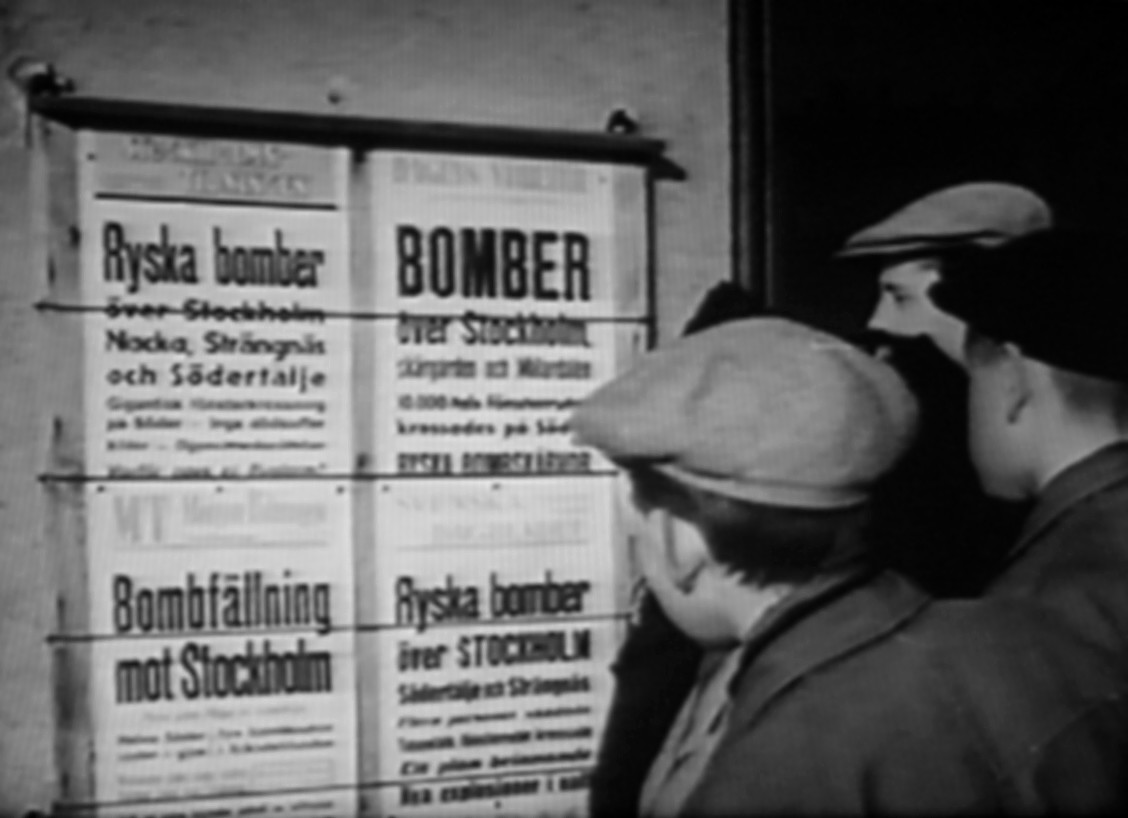
Oroligt efter Bombningarna av Stockholm och Strängnäs 1944.

- 1 februari – En jordbävning med styrkan 7,4 drabbar Turkiet. Cirka 2 800 människor omkommer.
- 1 februari – Hallingebergmeteoritens nedslag, ett av få bevittnade meteoritnedslag i Sverige
- 8 februari – De allierades planer för Operation Overlord fastställs.
- 22 februari
  - Den svenska regeringen tillsätter en kommission för planering av ekonomin efter kriget under professor Gunnar Myrdal [1].
  - Stockholm och Strängnäs bombas av sovjetiska bombflygplan.[2][1] Bland annat träffas Södermalm i Stockholm[1].
- 25 februari – Island förklarar sig självständigt från Danmark.
- 26 februari – Sovjetunionen bombar Helsingfors i sin tredje bombräd denna månad [4].
- 28 februari – Brittiska soldater går in i Burma, japanska soldater bjuder på hårt motstånd [4].

### Mars
- 2 mars – 521 personer kvävs till döds då ett tåg fastnar i en tunnel i Salerno [5].
- 3 mars – Nämnden för svensk språkvård bildas [3].
- 6 mars – 800 amerikanska "flygande fästningar" anfaller Berlin [2].
- 15 mars
  - Fattigvårds- och konkursstrecken för svensk rösträtt slopas.
  - Sveriges riksdag avkriminaliserar homosexualitet mellan vuxna [2] och förklarar det vara en sjukdom istället. Dessutom avkriminaliseras tidelag.
- 19 mars – Ungern ockuperas av tyska soldater [6].
- 27 mars – Elva barn omkommer vid en brand på Rödebyholms barnhem vid Karlskrona.
- 30 mars – Karl Vennberg debuterar med Halmfackla [1].
- 31 mars – Den svenska förordningen om transportförbud för vissa tidningar upphävs.
- Mars – Personalen på svenska ambassaden i Budapest börjar hjälpa ungerska judar.

### April

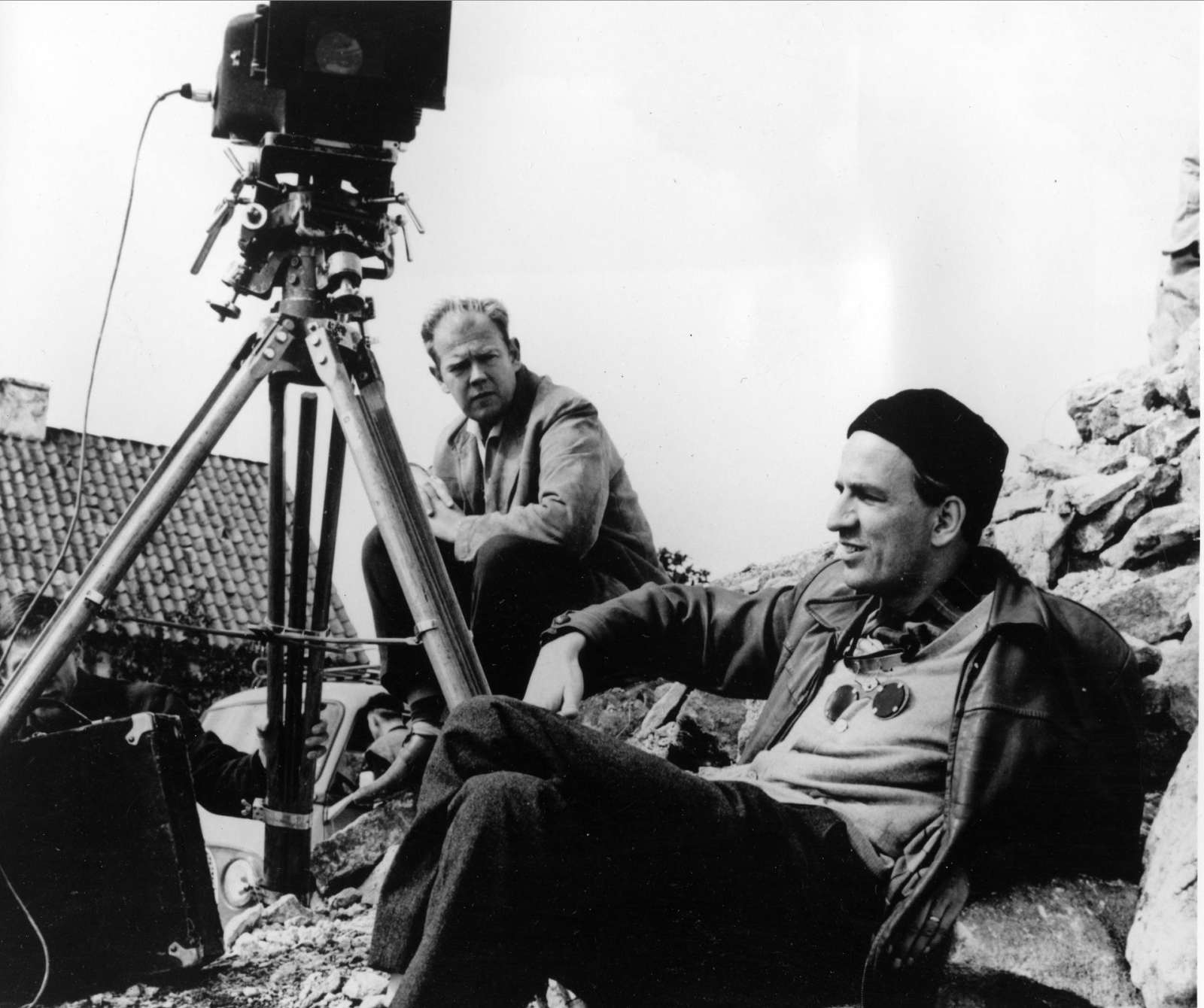
Ingmar Bergman.

- April – I Sverige genomförs en militärövning med kupp mot Stockholm som scenario [7].
- 1 april – General Helge Jung utnämns till svensk överbefälhavare efter Olof Thörnell [2].
- 3 april – Södersjukhuset invigs i Stockholm.
- 6 april – Ingmar Bergman blir chef för Helsingborgs stadsteater [4].
- 13 april – USA överlämnar en not till Sveriges utrikesminister där Sverige anmodas stoppa kullagerexporten till Tyskland. Sveriges regering avböjer [3].
- 14 april – Ett med sprängämnen och ammunition lastat brittiskt fartyg exploderar i hamnen i Bombay, Indien. På explosionens konto hamnar cirka 1 500 omkomna eller saknade, 3 000 skadade och 13 förstörda fartyg. Kostnaderna för skadorna beräknas till omkring en miljard USD.
- 22 april – Statistik visar att barnafödandet i Sverige ökar. Från 97 380 födda under 1939 till 134 991 under 1944 [1].
- 24 april – Danska motståndsrörelsen startar sabotagevåg mot tyskarna [4].
- 28 april – De svenska socialdemokraterna ansluter sig till arbetarrörelsens efterkrigsprogram, de 27 punkterna [1], om den ekonomiska politiken efter kriget. Dess huvudpunkter är full sysselsättning, rättvis fördelning och höjd levnadsstandard samt större effektivitet och mer demokrati inom näringslivet. Man kräver också samhällsstöd åt allmännyttig produktion eller socialisering på områden där enskild företagsamhet anses medföra misshushållning eller monopolism. De konkreta socialiseringskraven gäller dock bara försäkringsväsendets förstatligande och tomtmarkens och hyreshusens gradvisa kommunalisering.

### Maj
- Maj – I Stockholm går för ett tag rykten om en kupp, vilket svenska militären övat för i april [7].
- 1 maj – Gustav Möller talar på Gärdet i Stockholm [8].
- 3 maj – Spanien förklarar sig berett att avbryta samarbetet med Tyskland.
- 4 maj – I Sverige döms sol- och våraren Gustaf Raskenstam till tre och ett halvt års straffarbete [3].
- 9 maj – Sovjetunionen tvingar de tyska soldaterna att dra sig tillbaka från Krim [4]. Striden utkämpas i Sevastopol, och tyskarna har fått order av Adolf Hitler att "slåss till siste man".[9]
- 11 maj – Moa Martinson får De Nios stora pris.
- 12 maj – Allierade soldater rycker fram mot Rom [4].
- 14 maj – Två svenska militärplan skjuts ner över Östersjön under spaningsuppdrag [3].
- 18 maj – Allierade trupper intar Monte Cassino efter strider som har krävt 20 000 döda.
- 25 maj – Elin Wägner blir andra kvinnan i Svenska Akademien [4].
- 28 maj – Astra börjar industriell tillverkning av penicillin [1].

### Juni
- Juni – USA bombar Tokyo [6].

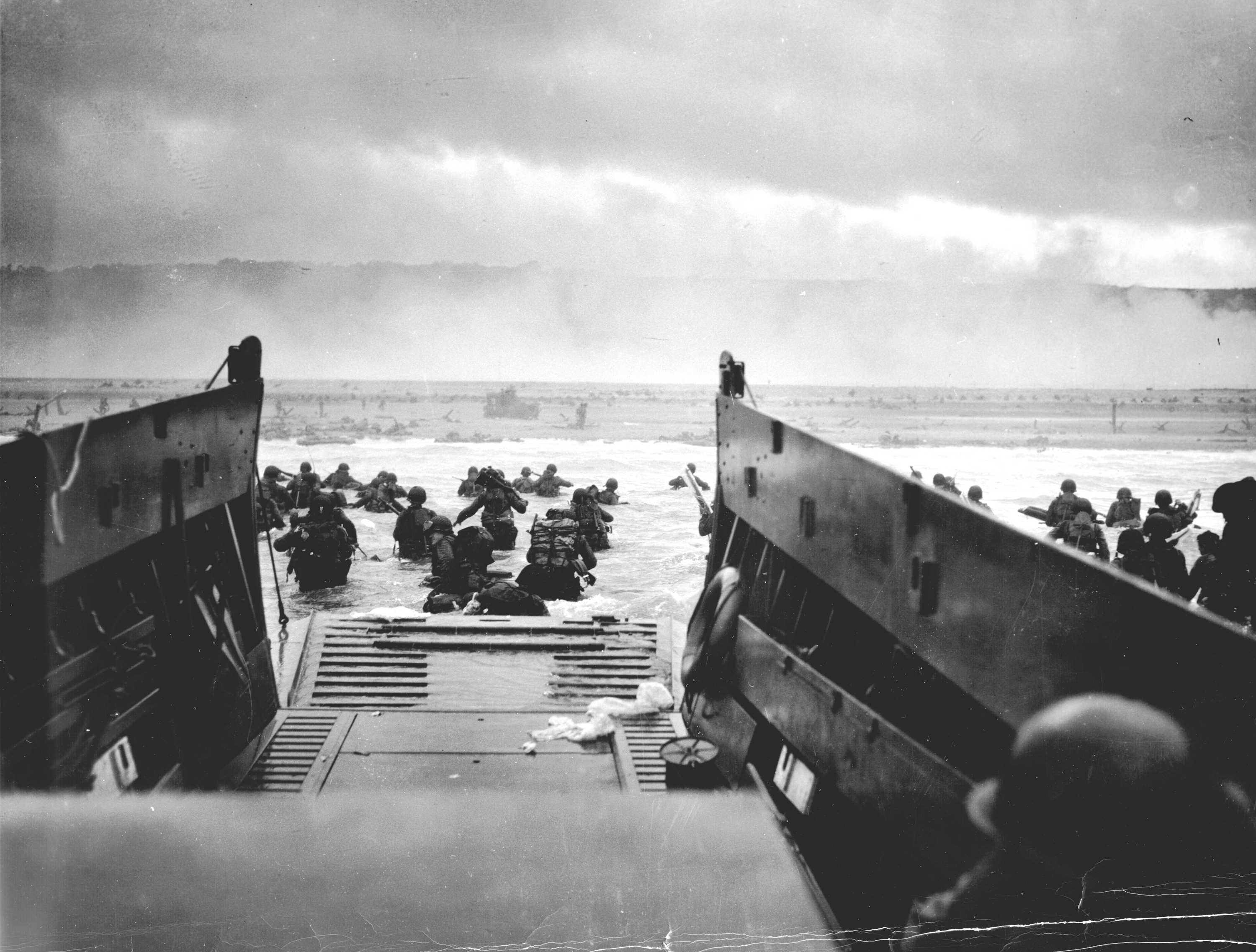
Landstigningen i Normandie.

- 1 juni – Flygkurirtrafiken mellan Norge och Finland över Sverige stoppas.
- 4 juni – Allierade trupper tar kontroll över Rom [2].
- 5 juni – Rom intas av de allierade.
- 6 juni – Denna dag går under benämningen D-dagen då Operation Overlord, de allierades stora invasion i Normandie vid Franska Atlantkusten ledd av amerikanska generalen Dwight D. Eisenhower som öppnar den andra fronten i Europa, inleds [2].
- 10 juni – I Oradour-sur-Glane i sydvästra Frankrike genomför en enhet ur Waffen-SS en massaker där 642 invånare mördas.
- 12 juni – Tyskland avlossar V-1-robotar mot London [4].
- 13 juni – Vid en testuppskjutning kommer en tysk V-2-raket, senare kallad Bäckebobomben, ur kurs och landar i södra Sverige.
- 15 juni – Amerikanska soldater landstiger på Marianerna i Stilla havet [6].

Republiken Island

- 17 juni – Efter beslut i Islands allting lämnar Island unionen med Danmark och proklamerar den helt självständiga republiken Island.[2] Sveinn Björnsson blir landets förste president.
- 20 juni – Sovjetiska förband intar Viborg [2].
- 21 juni – Sveriges riksdag antar hembiträdeslagen, som reglerar hembiträdenas arbetstid och arbetsförhållanden i Sverige [1].
- 26 juni – Allierade trupper erövrar den franska hamnstaden Cherbourg.
- 30 juni – Gustaf V telegraferar till den ungerske riksföreståndaren amiral Miklós Horthy med en vädjan om att de ungerska judarna ska räddas.

### Juli
- 3 juli – Den sovjetiska armén återerövrar Minsk. Cirka 100 000 tyska soldater hamnar i krigsfångenskap.
- 7 juli – Sveriges Gunder Hägg sätter med tiden 3.43.0 världsrekord på 1 500 meter löpning vid tävlingar i Sverige [2].
- 20 juli – Adolf Hitler utsätts för ett attentatsförsök av en grupp krigströtta tyska officerare, men klarar sig [2]. Ca 200 personer, främst högre militärer och statstjänstemän, som antas ha varit medansvariga avrättas inom en kort period.
- 23 juli – Koncentrationslägret Majdanek – ett av förintelselägren - är det första som befrias.

### Augusti
- 1 augusti
  - Warszawaupproret inleds [6].

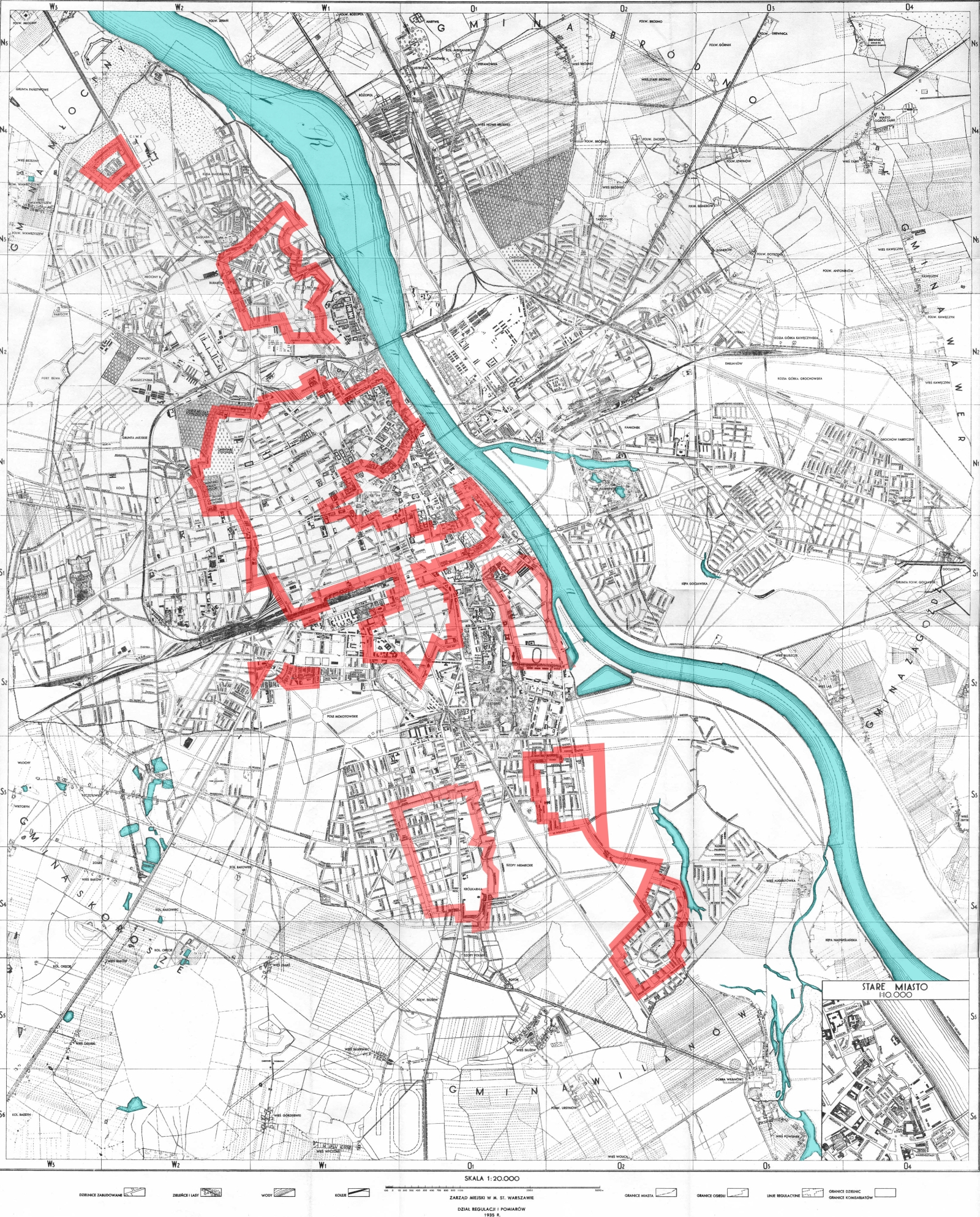
Warszawaupproret.

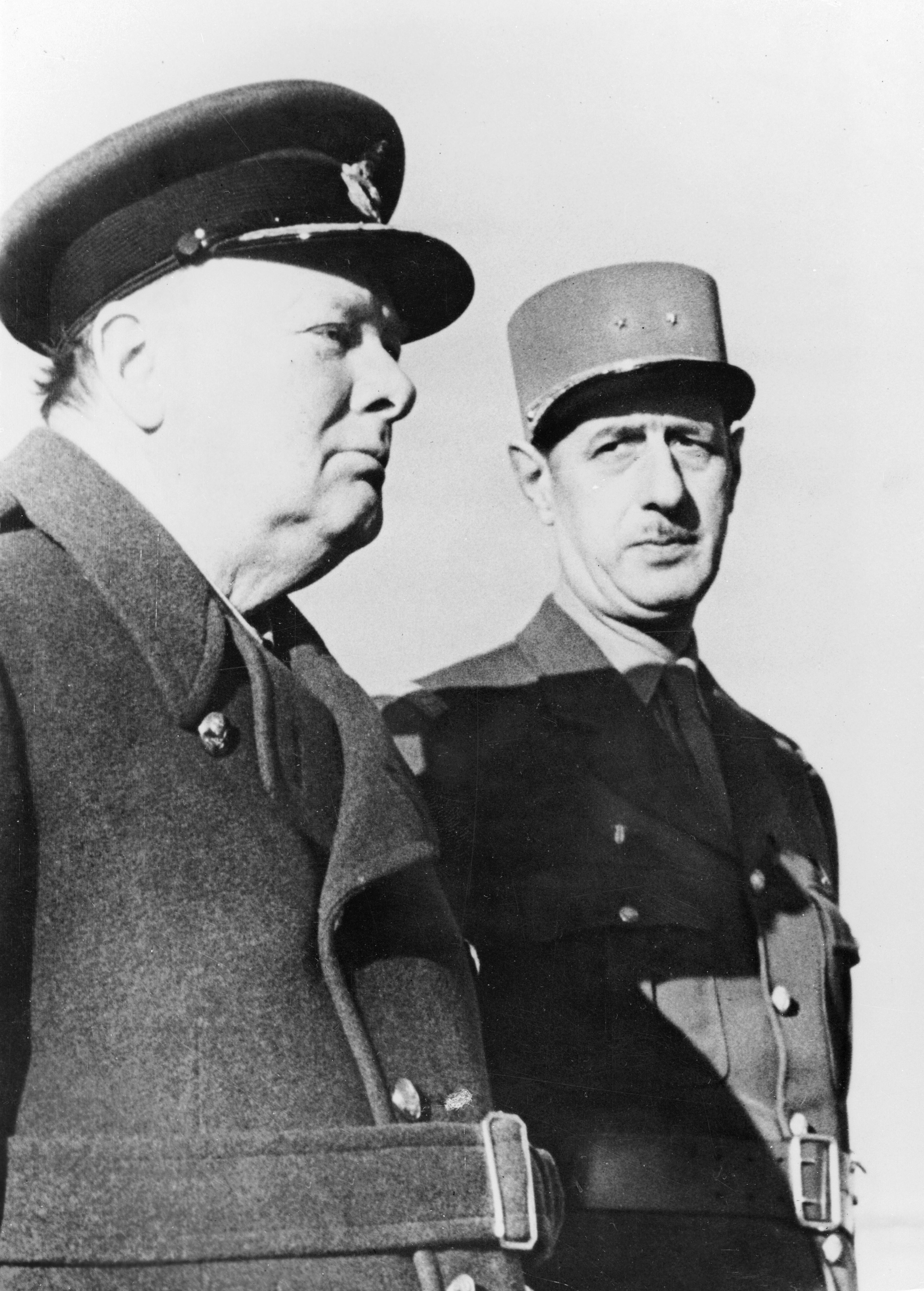
Charles de Gaulle

  - Finlands riksdag utser 77-årige marskalken Gustaf Mannerheim till Finlands president [2].
- 4 augusti – Anne Frank och hennes familj arresteras av Gestapo efter ett tips från en holländsk angivare.
- 15 augusti – Operation Dragoon, den allierade landstigningen i södra Frankrike, inleds.
- 18 augusti – U-båten Rasher sänker Teia Maru, Eishin Maru, Teiyu Maru, och hangarfartyget Taiyō från japanska konvojen HI71 i en av de mest effektiva amerikanska wolfpackattackerna under kriget.[10]
- 25 augusti – Allierade trupper ledda av general Charles de Gaulle tågar in i Paris [2].

### September
- September – Hungersnöd utbryter i norra delen av tyskockuperade Nederländerna.[11]
- 1 september – Volvo lanserar sin nya modell PV 444, avsedd att bli efterkrigstidens svenska folkbil [1].
- 3 september – Den tyska ockupationen av Belgiens huvudstad Bryssel hävs.
- 6 september – Anne Frank och hennes familj kommer till Auschwitz, hon dör senare i Bergen-Belsen [4].
- 8 september – London träffas för första gången av en V-2-raket [4].
- 11 september
  - Amerikanska trupper överskrider den tyska statsgränsen för första gången. Det sker nordväst om Trier.
  - Brittiskt bombflyg ödelägger cirka 75 procent av den tyska staden Darmstadt, varvid omkring 12 000 människor omkommer.
- 17 september – I det svenska valet till Andra kammaren vinner kommunisterna sin största seger någonsin, medan socialdemokraterna förlorar sin absoluta majoritet [2]. Efter valet börjar socialdemokrater kräva att samlingsregeringen skall upplösas, eftersom man anser att den spelat ut sin utrikespolitiska roll och blivit en ideologisk belastning.
- 19 september – Det finsk-sovjetiska vapenstilleståndet undertecknas i Moskva, med kärva villkor för Finland [2].
- 23 september – Malmö stadsteater invigs [1] och är vid tillfället Europas största teater. Första pjäs som spelas är Shakespeares "En midsommarnattsdröm" [3].
- 27 september – En motorskonare med 850 estländare ombord anlöper Örnsköldsvik. Under hösten flyr 30 000 balter till Sverige [1].
- 28 september – Bertil Ohlin, professor i nationalekonomi, efterträder Gustaf Andersson som partiledare för Folkpartiet [2].
- 30 september – Tage Erlander blir konsultativt statsråd [12] då den svenska regeringen ombildas.

### Oktober

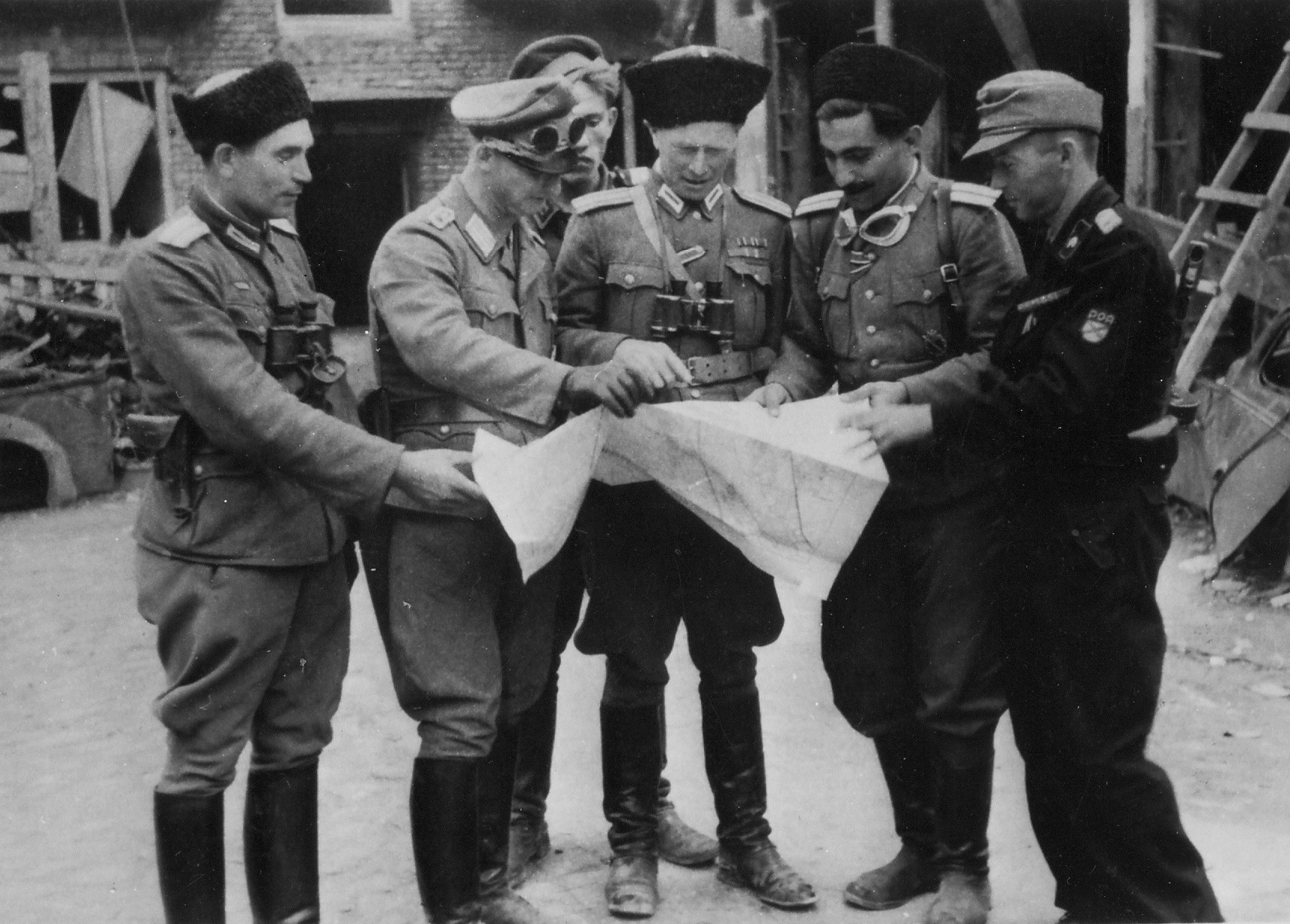
Resningen i Warszawa slås ner.

- 2 oktober – Resningen i Warszawa slås ner [6].
- 2 oktober – Alf Sjöbergs och Ingmar Bergmans film Hets med Stig Järrel har premiär.
- 10 oktober – 900 ryska krigsflyktingar, som flytt till Sverige och varit internerade runtom i landet, utlämnas i hemlighet till Sovjet, via hamnen i Gävle.
- 11 oktober – Tuva införlivas i Sovjet.[13]
- 12 oktober – Det drygt 150-åriga statarsystemet inom det svenska jordbruket avskaffas slutligen definitivt genom avtal mellan Svenska Lantarbetareförbundet och Lantarbetsgivarna [2]. Från och med november 1945 skall det inte längre finnas några statare, och alla jordbruksarbetare skall få kontantlön [3].
- 14 oktober
  - Den svenska tidningen Nya Dagligt Allehanda, utgiven i Stockholm, upphör att utges [2].
  - Den tyske generalfältmarskalken Erwin Rommel begår självmord för att undvika krigsrätt med i förväg känd utgång.
- 16 oktober – Den svenska exporten av kullager till Tyskland upphör. Försäljningen går nu istället till Storbritannien [1].
- 20 oktober – Belgrad intas av jugoslaviska partisanförband och sovjetiska trupper [2].
- 21 oktober – Den första tyska storstad, som erövras är Aachen.
- 27 oktober – Sverige erkänner general Charles de Gaulles provisoriska regering i Frankrike [3].

### November
- 1 november

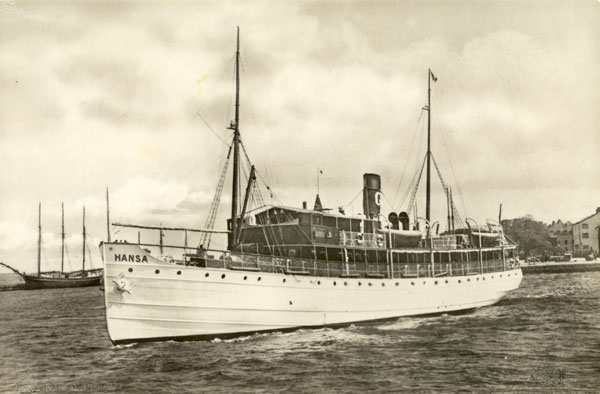
Hansakatastrofen

  - Den nya svenska hembiträdeslagen träder i kraft.
  - Ett amerikanskt bombflygplan havererar vid Trollhättan och skadar sju gårdar. Under hösten störtar eller nödlandar 150 främmande flygplan i Sverige [1].
  - Donald Watson bildar Vegan Society, den första organisationen som förespråkar veganism. Det är första gången begreppet veganism används i offentliga sammanhang.
- 6 november – Grekland befrias från axelmakternas ockupation [6].

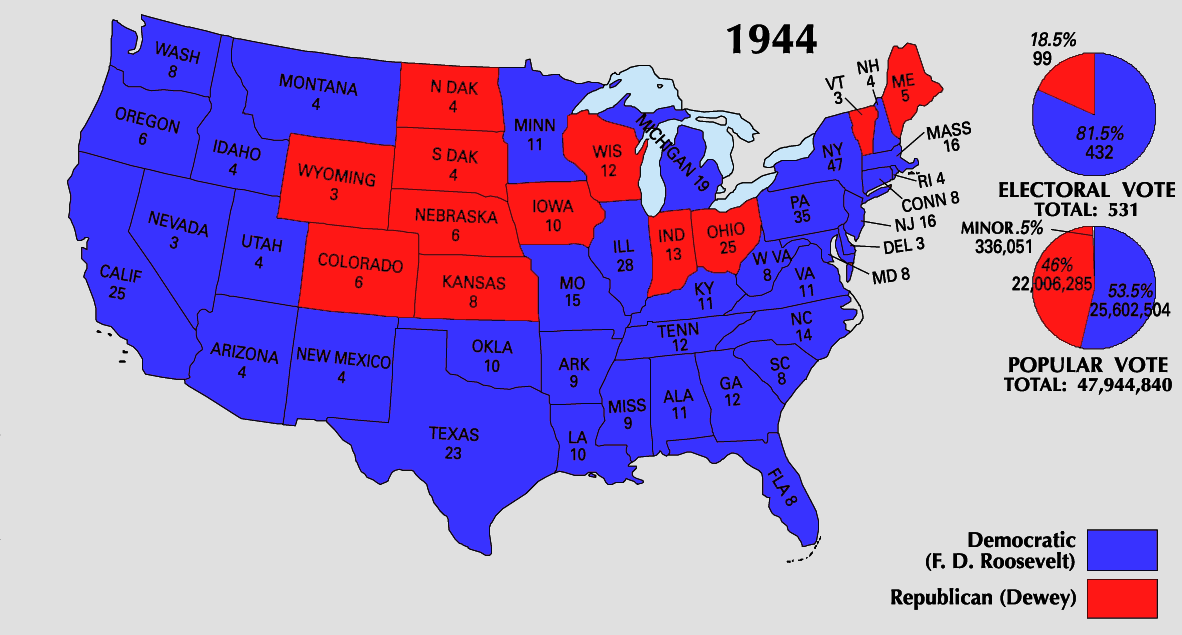
Presidentval i USA.

- 7 november – Demokraten Franklin D. Roosevelt vinner presidentvalet i USA [6] före republikanen Thomas E. Dewey, och väljs därmed för en fjärde period som USA:s president.
- 12 november – Det tyska slagskeppet Tirpitz sänks vid ett precisionsanfall av RAF i Norge.
- 16 november – Första numret av svenska kvällstidningen Expressen utges [2] av AB Dagens Nyheter med Carl-Adam Nycop som redaktionschef.
- 24 november
  - Japans huvudstad Tokyo bombas i en serie av anfall av amerikanerna.
  - Det svenska passagerarfartyget S/S Hansa, i trafik mellan Nynäshamn och Visby, sänks av torpeder [1], troligen av en sovjetisk ubåt, varvid 87 människor omkommer och endast två överlever [4].
- 27 november – RAF Fauld-explosionen: Mellan 3 500 och 4 000 ton ammunition exploderar i en underjordisk lagringsdepå i Staffordshire, England, och lämnar efter sig 75 döda personer, och en krater 30 meter djup och 230 meter i diameter, och blir en av de största icke-nukleära explosionerna någonsin på brittisk mark.[14][15][16]
- 29 november – U-båten USS Archer-Fish sänker japanska hangarfartyget Shinano, 1900-talets största hangarfartyg och 1900-talets största skepp att sänkas av en u-båt.[17]

### December
- December – Stieg Trenter presenterar sin hjälte, fotografen Harry Friberg, i boken Farlig fåfänga [4].
- 7 december – En jordbävning med styrkan 8,1 drabbar Japan. Cirka 1 000 människor omkommer.
- 9 december – Godsägaren Fritiof Domö blir ny ledare för Högerpartiet efter professorn Gösta Bagge.
- 16 december – Stor offensiv inleds av tyska styrkor i Ardennerna [4].

### Okänt datum
- LO och SAF sluter ett lärlingsavtal.
- I samband med de tyska truppernas reträtt från norra Finland flyr 55 000 personer till Sverige.
- Det svenska Hemmens forskningsinstitut (HFI) grundas i syfte att rationalisera hem- och hushållsarbete.
- Den svenska tattarutredningen avger sitt betänkande. Utredningen fastslår att tattarna är en social utanförgrupp, även om det finns individer med släktband till romerna bland dem.
- Erik Wallenberg och Ruben Rausing uppfinner och får patent på den första Tetra Pak-förpackningen, tetraedern.
- Den svenska författaren Astrid Lindgren debuterar med boken Britt-Mari lättar sitt hjärta.
- Albert Bonniers Förlag refuserar Astrid Lindgrens Pippi Långstrump.
- Gunnar Myrdal publicerar An American Dilemma om de svartas situation i USA.
- I Storbritannien blir sekundärskolan obligatorisk [18].
- I Sverige blir folkskolan obligatoriskt 8-årig i Stockholm.
- I Sverige invigs riksflyglinjen Malmö–Göteborg–Stockholm–Luleå [1].
- Sverige beslutar att inrätta FOA [1].
- Ultunameteoriten hittas, ett av få upptäckta meteoritnedslag i Sverige

## Födda

### Första kvartalet

#### Januari
- 5 januari
  - Carolyn McCarthy, amerikansk demokratisk politiker.
  - Brian Tracy, kanadensisk författare.
- 8 januari – Terry Brooks, amerikansk fantasyförfattare.
- 10 januari – Rory Byrne, sydafrikansk formel 1-designer för bland annat Ferrari.
- 11 januari – Shibu Soren, indisk politiker, partiledare för Jharkhand Mukti Morcha.
- 12 januari – Joe Frazier, amerikansk tungviktsmästare i boxning.
- 17 januari – Jan Guillou, svensk journalist och författare.
- 19 januari – Pehr Henrik Nordgren, finländsk kompositör.
- 22 januari
  - Wanja Basel, svensk skådespelare.
  - Christina Carlwind, svensk skådespelare.
  - Angela Winkler, tysk skådespelare.
- 24 januari
  - Fatima Ekman, svensk skådespelare, dansare och väv- och textilkonstnär.
- 25 januari – Leigh Taylor-Young, amerikansk skådespelare.
- 27 januari – Nick Mason, brittisk musiker, trummis i Pink Floyd.
- 28 januari – James Cran, brittisk parlamentsledamot för Conservative Party.
- 30 januari – Jógvan við Keldu, Färöarnas inrikesminister.

#### Februari
- 2 februari – Lorentz Hedman, svensk journalist och chefredaktör.
- 5 februari – Al Kooper, amerikansk musiker.
- 10 februari – Urpo Leppänen, finländsk politiker.
- 13 februari
  - Stockard Channing, amerikansk skådespelare.
  - Wlodek Gulgowski, svensk kompositör och textförfattare.
  - Bo Svenson, svensk skådespelare, verksam i USA.
  - Peter Tork, amerikansk skådespelare och musiker, medlem av The Monkees 1966–1968.
  - Jerry Springer, amerikansk programledare
- 14 februari
  - Alan William Parker, brittisk filmregissör.
  - Ronnie Peterson, svensk racerförare.
  - Carl Bernstein, amerikansk journalist.
- 15 februari – Aleksandr Serebrov, rysk kosmonaut.
- 16 februari – Olof Erland, åländsk politiker (liberal).
- 17 februari – Karl Jenkins, brittisk musiker och kompositör.
- 19 februari – Bo Sehlberg, svensk journalist, fotograf och chefredaktör.
- 22 februari – Jonathan Demme, amerikansk regissör, manusförfattare och producent.
- 23 februari – Jim Cousins, brittisk parlamentsledamot för Labour Party.
- 24 februari
  - Ivica Račan, kroatisk politiker.
  - Nicky Hopkins, brittisk musiker, pianist.
- 25 februari
  - François Cévert, fransk racerförare.
  - Suzanne Kosmas, amerikansk demokratisk politiker, kongressledamot 2009-2011.
- 27 februari – Bert-Inge Hogsved, grundare av Hogia-gruppen.
- 28 februari
  - Colin Nutley svensk-brittisk regissör.
  - Olle Pettersson, svensk skådespelare.

#### Mars
- 1 mars
  - Buddhadev Bhattacharya, indisk politiker, chefsminister i Västbengalen.
  - Roger Daltrey, brittisk musiker, sångare i The Who.
- 4 mars – Michael Wilson, brittisk musiker, medlem i Dave Dee, Dozy, Beaky, Mick and Tich.
- 6 mars – Kiri Te Kanawa, nyzeeländsk operasångerska.
- 7 mars – Elton Gallegly, amerikansk republikansk politiker, kongressledamot 1987-.
- 14 mars – Martin Lind, svensk biskop i Linköpings stift från 1995.
- 15 mars
  - Hans Dornbusch, svensk tenor.
  - Viveka Seldahl, svensk skådespelare.
  - Sly Stone, amerikansk soulsångare och musiker.
- 17 mars – Pattie Boyd, brittisk fotograf och fotomodell.
- 18 mars – Magnus Lind, svensk författare, manusförfattare, journalist, kompositör och sångtextförfattare.
- 19 mars – Sirhan Sirhan, amerikansk brottsling, mördade Robert Kennedy.
- 21 mars – Hilary Minster, brittisk skådespelare.
- 22 mars – Göran Setterberg, svensk producent, produktionsledare, kortfilmsregissör och manusförfattare.
- 24 mars
  - R. Lee Ermey, amerikansk militär och skådespelare.
  - Vojislav Koštunica, president i Jugoslavien 2000-2003.
  - Donald Manzullo, amerikansk republikansk politiker.
- 26 mars
  - Sven Almgren, svensk skådespelare.
  - Diana Ross, amerikansk sångerska.
- 29 mars
  - Nana Akufo-Addo, ghanansk politiker.
  - Terry Jacks, kanadensisk sångare och musiker.

### Andra kvartalet

#### April
- 4 april – Craig T. Nelson, amerikansk skådespelare.
- 5 april – Peter T. King, amerikansk republikansk politiker.
- 6 april
  - Viveca Lärn, svensk författare och journalist.
  - Charles Sobhraj, fransk-vietnamesisk seriemördare.
- 7 april
  - Björn Lönnqvist, svensk illusionist, konstnär, föreläsare och rekvisitör med artistnamnet Johnny Lonn.
  - Gerhard Schröder, tysk förbundskansler från 1998.
- 8 april – Thomas Ungewitter, svensk skådespelare.
- 9 april – Lars Norén, svensk dramatiker [1].
- 10 april – Prem Kumar Dhumal, indisk politiker, chefsminister i Himachal Pradesh 1998-2003.
- 11 april – Signe Stade, svensk skådespelare.
- 13 april
  - Jack Casady, amerikansk musiker, basist i Jefferson Airplane.
  - Susan Davis, amerikansk demokratisk politiker, kongressledamot från 2001.
- 15 april – Dzjochar Dudajev, president i Tjetjenien 1991-1996.
- 22 april – Bengt Grafström, flygare & entreprenör som bl.a. grundade flygbolaget Grafair 1969.
- 24 april – Jim Geringer, amerikansk republikansk politiker, guvernör i Wyoming 1995–2003.
- 26 april – José Dolhem, fransk racerförare.
- 29 april – Benedikte av Danmark, prinsessa av Danmark.

#### Maj
- 1 maj – Anna-Lena Löfgren, svensk populärmusiksångerska.
- 3 maj – Lena Gester, svensk skådespelare.
- 4 maj – Russi Taylor, amerikansk röstskådespelare.
- 5 maj
  - Bo ”Bosse” Larsson, svensk fotbollsspelare.
  - Roger Rees, brittisk skådespelare.
  - John Rhys-Davies, brittisk skådespelare.
- 8 maj – Gary Glitter, brittisk sångare.
- 10 maj – Ulf Dageby, svensk kompositör och musiker.
- 12 maj – Chris Patten, konservativ brittisk politiker, före detta guvernör i Brittiska Hongkong.
- 15 maj – Ian Amey, brittisk musiker, medlem i Dave Dee, Dozy, Beaky, Mick and Tich.
- 17 maj
  - Lottie Ejebrant, svensk skådespelare.
  - Ritva Sarin-Grufberg, åländsk politiker (liberal).
- 18 maj – W. G. Sebald, tysk författare.
- 19 maj – Stig Törnblom, svensk skådespelare.
- 20 maj – Michael Segerström, svensk skådespelare, regissör och manusförfattare.
- 21 maj – Mary Robinson, Irlands president 1990–1997.
- 23 maj – Lena Nyman, svensk skådespelare.
- 25 maj – Frank Oz, amerikansk skådespelare och regissör.
- 28 maj
  - Rudy Giuliani, amerikansk politiker (republikan), borgmästare i New York 1994–2001.
  - Jean-Pierre Léaud, fransk skådespelare.
- 29 maj
  - Helmut Berger, österrikisk skådespelare.
  - Maurice Bishop, regeringschef i Grenada 1979-1983.
  - Quentin Davies, brittisk parlamentsledamot för Conservative från 1987.

#### Juni
- 3 juni – Michael Clarke, amerikansk musiker, medlem i The Byrds.
- 4 juni – Michelle Phillips, amerikansk skådespelare och sångerska, medlem av The Mamas and the Papas.
- 5 juni – Lis Nilheim, svensk skådespelare.
- 6 juni
  - Rene Rivkin, australisk förbrytare.
  - Tommie Smith, amerikansk friidrottare.
- 13 juni – David Curry, brittisk parlamentsledamot för Conservative Party.
- 20 juni – Suzanne Osten, svensk regissör, manusförfattare, konstnärlig ledare.
- 24 juni – Arthur Brown, brittisk sångare i bland annat "The Crazy World of Arthur Brown".
- 25 juni – Suzanne Hovinder, svensk skådespelare.
- 29 juni
  - Seán Patrick O'Malley, amerikansk kardinal.
  - Collin Peterson, amerikansk demokratisk politiker.

### Tredje kvartalet

#### Juli
- 4 juli – Ray Meagher, australisk skådespelare.
- 5 juli – Leni Björklund, svensk socialdemokratisk politiker, försvarsminister från 2002.
- 8 juli – Jeffrey Tambor, amerikansk skådespelare.
- 9 juli – Annicka Kronberg, svensk präst, skådespelare och dramatiker.
- 10 juli
  - John Dymond, brittisk musiker, medlem i Dave Dee, Dozy, Beaky, Mick and Tich.
  - Jan Lindell, svensk skådespelare, musiker, kompositör och musikarrangör.
- 13 juli
  - Zoramthanga, indisk politiker, chefsminister i Mizoram.
  - Ernö Rubik, ungersk konstruktör av Rubiks kub.
- 17 juli – Carlos Alberto Torres, brasiliansk fotbollsspelare.
- 18 juli – Sverre Anker Ousdal, norsk skådespelare.
- 19 juli
  - Jan Bandel, svensk kompositör och musiker.
  - Göran Stangertz, svensk skådespelare och regissör.
  - Urmas Plunt, svensk musiker och skivproducent.
- 21 juli
  - Pepe Serna, amerikansk skådespelare.
  - Paul Wellstone, amerikansk politiker.
  - Claes Borgström, svensk jurist.
- 24 juli
  - Anna Godenius, svensk skådespelare.
  - Jan-Carl Raspe, tysk terrorist.
- 28 juli
  - Michael Bloomfield, amerikansk bluesmusiker.
  - Markku Envall, finländsk litteraturforskare och författare.
- 30 juli – Peter Bottomley, brittisk parlamentsledamot för Conservative.
- 31 juli – Betty Williams, brittisk parlamentsledamot.

#### Augusti
- 1 augusti
  - Hans Mosesson, svensk musiker, skådespelare och regissör.
  - Juri Romanenko, rysk kosmonaut.
- 3 augusti – Jonas Falk, svensk skådespelare.
- 4 augusti
  - Björn Hellberg, svensk sportjournalist och författare.
  - Bobo Stenson, svensk jazzmusiker.
- 8 augusti
  - John Holmes, amerikansk porrskådespelare.
  - Per Lysander, svensk filmkonsulent, manusförfattare, teaterchef och rektor.
  - Peter Weir, australisk regissör.
- 9 augusti
  - Patrick Depailler, fransk racerförare.
  - Sam Elliott, amerikansk skådespelare.
- 10 augusti – Bernard Coard, politiker från Grenada, ledde kuppen mot Maurice Bishop.
- 17 augusti – Rexhep Meidani, albansk fysiker och politiker, president 1997–2002.
- 19 augusti – Jakob von Uexkull, svensk filantrop, skapare av Right Livelihood Award.
- 20 augusti
  - Rajiv Gandhi, indisk politiker och regeringschef.
  - Michael B. Tretow, svensk artist och ljudtekniker åt Abba
- 21 augusti – John Austin, brittisk parlamentsledamot för Labour.
- 24 augusti – Christine Chubbuck, amerikansk nyhetsreporter.
- 26 augusti – Ron Huldai, israelisk militär, förare och politiker.
- 28 augusti – Boyd Coddington, amerikansk hot rod-byggare.

#### September
- 1 september – Ander Crenshaw, amerikansk republikansk politiker, kongressledamot 2001-2017.
- 6 september
  - Swoosie Kurtz, amerikansk skådespelare.
  - Roger Waters, brittisk musiker, basist i Pink Floyd.
- 8 september – Ali Benflis, regeringschef i Algeriet 2000–2003.
- 9 september – Curt Lundmark, svensk ishockeyspelare och tränare.
- 12 september – Leonard Peltier, amerikansk lakotaindian, som suttit 27 år i fängelse, för ett brott han anses oskyldig till.
- 13 september
  - Jacqueline Bisset, brittisk skådespelare.
  - Peter Cetera, amerikansk sångare, medlem i Chicago.
- 14 september – Günther Netzer, tysk fotbollsspelare.
- 16 september – Ard Schenk, nederländsk skrinnare.
- 18 september
  - Rocío Jurado, spansk sångerska och skådespelare.
  - Siv Wennberg, svensk operasångerska.
- 19 september
  - Anders Björck, svensk moderat politiker, försvarsminister 1991–1994, landshövding i Uppsala län 2003-.
  - Edmund Joensen, regeringschef på Färöarna 1994–1999.
- 21 september
  - Steve Beshear, amerikansk politiker, guvernör i Kentucky 2007–2015.
  - Hamilton Jordan, amerikansk politiker, statstjänsteman, idrottsledare, memoarförfattare och affärsman.
- 22 september – John S. Tanner, amerikansk demokratisk politiker, kongressledamot 1989-.
- 25 september – Michael Douglas, amerikansk skådespelare.
- 26 september
  - Jan Brewer, amerikansk republikansk politiker, guvernör i Arizona 2009-.
  - Angela Dorian, amerikansk fotomodell och skådespelare.
- 28 september – Charlotte Cedershiöld, svensk moderat politiker, EU-parlamentariker.
- 30 september – Mats Hådell, svensk barnskådespelare, TV-journalist och programledare.

### Fjärde kvartalet

#### Oktober
- 1 oktober – Scott McKenzie, amerikansk popmusiker.
- 6 oktober – Peder Kinberg, svensk skådespelare.
- 7 oktober – Donald Tsang, ledare för Hongkong.
- 8 oktober
  - Carlos Pace, brasiliansk racerförare.
  - Paul Michael Stephani, amerikansk seriemördare.
- 10 oktober – Claire Wikholm, svensk skådespelare.
- 14 oktober
  - Bodil Mårtensson, svensk regissör, manusförfattare, skådespelare och teaterpedagog.
  - Şerif Gören, turkisk filmregissör.
- 15 oktober
  - Sali Berisha, albansk politiker, president 1992–1997.
  - David Trimble, nordirländsk politiker, partiledare för Ulster Unionist Party från 1995, Nobelpristagare 1998.
- 16 oktober – Bunny Ragnerstam, svensk författare.
- 19 oktober – Peter Tosh, jamaicansk reggaeartist.
- 20 oktober – Clive Hornby, brittisk skådespelare.
- 25 oktober
  - Jon Anderson, brittisk sångare.
  - Björn J:son Lindh, svensk kompositör.
- 26 oktober – Emanuel Cleaver, amerikansk demokratisk politiker och präst.
- 28 oktober – Dennis Franz, amerikansk skådespelare.
- 29 oktober – Arne Andersson, svensk skådespelare.
- 30 oktober – Ahmed Chalabi, irakisk politiker, en av ledarna för INC, en oppositionsgrupp mot Saddam Hussein.
- 31 oktober – Kinky Friedman, amerikansk deckarförfattare och countrysångare.

#### November
- 1 november – Rafik Hariri, Libanons premiärminister 1992–1998 och 2000–2004.
- 2 november – Keith Emerson, brittisk musiker, medlem i Emerson, Lake & Palmer.
- 4 november – Frank Collin, amerikansk nynazist, och ledare för Amerikas Nationalsocialistiska parti.
- 5 november
  - Marie-Louise Ekman, svensk professor och konstnär, rektor för Konsthögskolan [1].
  - Lil Terselius, svensk skådespelare.
- 7 november – Ingrid Schubert, medlem av Röda armé-fraktionen.
- 8 november – Staffan Ling, svensk skådespelare och programledare i TV.
- 10 november
  - Askar Akayev, förre presidenten i Kirgizistan.
  - Silvestre Reyes, amerikansk demokratisk politiker, kongressledamot 1997–2013.
- 11 november
  - Stefan Ekman, svensk skådespelare.
  - Danny Trejo, amerikansk skådespelare och boxare.
- 13 november – Jesper Klein, dansk skådespelare.
- 17 november
  - Malcolm Bruce, brittisk parlamentsledamot (liberaldemokrat).
  - Danny DeVito, amerikansk filmregissör, producent och skådespelare.
  - Lorne Michaels, kanadensisk producent och textförfattare.
  - Gene Clark, sångare, gitarrist och låtskrivare, medlem i The Byrds. (död 1991)
- 18 november
  - Suzanne Brøgger, dansk författare och manusförfattare.
  - Caroline Krook, svensk biskop i Stockholms stift.
- 19 november – Ted Ström, svensk musiker.
- 21 november – Harold Ramis, amerikansk skådespelare, regissör och manusförfattare
- 26 november
  - Helena Kallenbäck, svensk skådespelare.
  - Torgny Söderberg, svensk musikproducent, kompositör och textförfattare.
- 27 november – Trevor Davies, brittisk musiker, medlem i Dave Dee, Dozy, Beaky, Mick and Tich.
- 29 november – Janne Frisk, svensk gitarrist, medlem i Hep Stars.
- 30 november – Lars Green, svensk skådespelare.

#### December
- 2 december
  - Ibrahim Rugova, president i Kosovo. (död 2006)
  - Botho Strauss, tysk författare.
- 4 december
  - Chris Hillman, amerikansk musiker, sångare, basist, mandolinist.
  - Dennis Wilson, amerikansk popmusiker, medlem i The Beach Boys. (död 1983)
- 6 december – Jonathan King, brittisk sångare.
- 11 december – Teri Garr, amerikansk skådespelare. (död 2024)
- 12 december – Hasse Carlsson, svensk musiker, sångare i Flamingokvintetten.
- 16 december – Jim Gibbons, amerikansk republikansk politiker, Nevadas 28:e guvernör.
- 17 december
  - Jack L. Chalker, amerikansk science fiction-novellist. (död 2005)
  - Bernard Hill, brittisk skådespelare. (död 2024)
  - Björn Lönnqvist, svensk illusionist och konstnär. (död 2013)
- 19 december
  - Richard Leakey, brittisk antropolog. (död 2022)
  - Anastasija Vertinskaja, rysk skådespelare.
  - Zalman Yanovsky, amerikansk musiker, medlem av The Lovin' Spoonful. (död 2002)
- 20 december – Conny Nordin, svensk professor och präst. (död 2009)
- 25 december – Anna Sällström, svensk skådespelare.
- 28 december – Johnny Isakson, amerikansk republikansk politiker, senator 2005-2019. (död 2021)
- 31 december – Taylor Hackford, amerikansk regissör, manusförfattare och filmproducent.

## Avlidna

### Första kvartalet

#### Januari
- 3 januari – Franz Reichleitner, 37, tysk SS-officer, kommendant i Sobibór.
- 4 januari – Kaj Munk, 45, dansk präst, dramatiker och motståndsman, mördad.
- 9 januari – Antanas Smetona, 69, litauisk politiker.
- 10 januari – Frederick B. Fancher, 91, amerikansk republikansk politiker, guvernör i North Dakota 1899–1901.
- 11 januari
  - Galeazzo Ciano, 40, italiensk politiker, svärson till Benito Mussolini.
  - Emilio De Bono, 77, italiensk militär och politiker.
- 23 januari – Edvard Munch, 80, norsk konstnär[6].

#### Februari
- 1 februari – Piet Mondrian, 71, nederländsk konstnär.
- 3 februari – Ludwig Pick, 75, tysk patolog.
- 4 februari – Nordahl Grieg, 41, norsk författare.
- 6 februari – Benjamin M. Miller, 79, amerikansk demokratisk politiker och jurist, guvernör i Alabama 1931–1935.
- 7 februari – Per Lindberg, 53, svensk regissör, teaterchef, manusförfattare och producent [1].
- 8 februari – Charles Dornberger, 45, amerikansk saxofonist och orkesterledare.
- 23 februari
  - Leo Baekeland, 80, belgisk-amerikansk kemist, bakelitens uppfinnare.
  - Hugo Suolahti, 69, finländsk politiker och filolog.
- 29 februari – Pehr Evind Svinhufvud, 82, finländsk politiker, Finlands riksföreståndare 1918 och president 1931–1937.

#### Mars

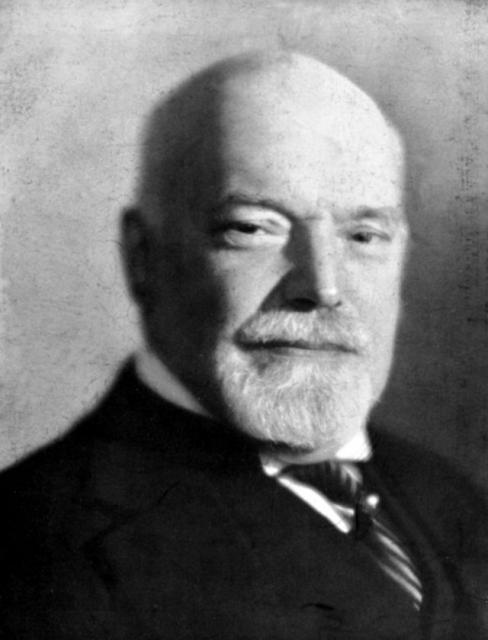
Den belgiske politikern Paul-Émile Janson avled den 3 mars i koncentrationslägret Buchenwald, 71 år gammal.

- Den belgiske politikern Paul-Émile Janson avled den 3 mars i koncentrationslägret Buchenwald, 71 år gammal.3 mars – Paul-Émile Janson, 71, belgisk politiker, Belgiens premiärminister 1937–1938.
- 4 mars – Louis Buchalter, 47, amerikansk brottsling, avrättad.
- 10 mars – Eugène Antoniadi, 74, fransk astronom.
- 19 mars – Édouard de Castelnau, 92, fransk militär.
- 24 mars – Orde Wingate, 41, brittisk militär.

### Andra kvartalet

#### April
- 14 april – Benjamin Crémieux, 55, fransk författare och litteraturhistoriker.
- 20 april – Elmer Gedeon, 27, amerikansk basebollspelare.
- 24 april – William Stephens, 84, amerikansk politiker.
- 28 april – Frank Knox, 70, amerikansk politiker och publicist.

#### Maj
- 4 maj – Karl Bröger, 58, tysk proletärförfattare.
- 5 maj – Bertha Benz, 95, tysk affärskvinna, Carl Benzs fru och den första person som kört en längre biltur, år 1888.
- 8 maj – Carl Ericsson, 84, svensk jurist och politiker (liberal).
- 12 maj – Arthur Quiller-Couch, 80, brittisk författare och litteraturvetare.
- 16 maj – George Ade, 78, amerikansk författare.
- 23 maj – Thomas Curtis, 71, amerikansk friidrottare.
- 26 maj – Christian Wirth, 58, tysk SS-officer.
- 28 maj – Katri Vala, 42, finländsk poet.

#### Juni
- 3 juni – Gregor Adlercreutz, 45, svensk dressyrryttare.
- 4 juni
  - Bruno Buozzi, 63, italiensk syndikalist, politiker och motståndskämpe, avrättad.
  - Bronisław Czech, 35, polsk vinteridrottare och motståndskämpe.
- 5 juni – Jákup Dahl, 66, färöisk präst och bibelöversättare.
- 16 juni
  - Marc Bloch, 57, fransk historiker och motståndskämpe, avrättad.
  - George Stinney, 14, afroamerikansk pojke som avrättades för ett mord på två vita flickor som han inte hade begått.
- 23 juni
  - Eduard Dietl, 53, tysk general.
  - Christian Ericsson i Funäsdalen, 75, svensk tullvaktmästare och socialdemokratisk riksdagspolitiker.
- 30 juni – Ulrich Gmelin, 31, tysk historiker.

### Tredje kvartalet

#### Juli
- 13 juli – Emil Fjellström, 59, svensk skådespelare.
- 14 juli – Joseph L. Bristow, 82, amerikansk republikansk politiker, senator 1909–1915.
- 17 juli – William James Sidis, 46, amerikanskt underbarn med omkring 250 i IQ.
- 20 juli
  - Ludwig Beck, 64, tysk militär, arméstabschef 1935–1938 (självmord).
- 21 juli
  - Eric Engstam, 53, svensk sångtextförfattare, vissångare och skådespelare.
  - Werner von Haeften, 35, tysk jurist och officer.
  - Friedrich Olbricht, 55, tysk general.
  - Albrecht Mertz von Quirnheim, 39, tysk officer.
  - Claus Schenk von Stauffenberg, 36, tysk överste, huvudperson i attentatet mot Hitler, avrättad.
  - Henning von Tresckow, 43, tysk generalmajor.
- 23 juli – Max Nettlau, 79, tysk anarkist och historiker.
- 26 juli
  - Wessel Freytag von Loringhoven, 44, tysk överste.
  - Reza Pahlavi, 66, iransk militär och shah 1926–1941.
- 31 juli
  - Hugo Pipping, 79, finländsk språkforskare.
  - Antoine de Saint-Exupéry, 44, fransk författare.

#### Augusti
- 5 augusti
  - Jędrzej Moraczewski, 74, polsk politiker, Polens premiärminister 1918–1919.
  - Einar Vihma, 50, finländsk militär.
- 6 augusti – Dietrich Kraiss, 54, tysk generallöjtnant.
- 8 augusti
  - Robert Bernardis, 36, österrikisk militär, motståndskämpe, avrättad.
  - Albrecht von Hagen, 40, tysk kapten, motståndskämpe, avrättad.
  - Paul von Hase, 59, tysk generallöjtnant, motståndskämpe, avrättad.
  - Erich Hoepner, 57, tysk generalöverste, motståndskämpe, avrättad.
  - Friedrich Karl Klausing, 24, tysk kapten, motståndskämpe, avrättad.
  - Hellmuth Stieff, 43, tysk generalmajor, motståndskämpe, avrättad.
  - Michael Wittmann, 30, tysk SS-kapten.
  - Erwin von Witzleben, 62, tysk generalfältmarskalk, motståndskämpe, avrättad.
- 12 augusti – Joseph P. Kennedy Jr., 29, amerikansk militär.
- 18 augusti – Ernst Thälmann, 58, tysk politiker, ledare för KPD under 1920- och 1930-talen, mördad.
- 19 augusti
  - Günther von Kluge, 61, tysk generalfältmarskalk.
  - Henry Wood, 75, brittisk dirigent.
- 28 augusti – Teresa Bracco, 20, italiensk jungfrumartyr, saligförklarad.
- 30 augusti – Carl-Heinrich von Stülpnagel, 58, tysk general.

#### September
- 1 september – Liviu Rebreanu, 58, rumänsk författare.
- 2 september – George W. Norris, 83, amerikansk politiker.
- 3 september – František Drdla, 75, tjeckisk kompositör och violinist.
- 21 september – James E. Ferguson, 73, amerikansk politiker, guvernör i Texas 1915–1917.
- 23 september – Pietro Caruso, 44, italiensk fascist, chef för den italienska polisen under slutet av andra världskriget.
- 24 september – Hugo Thimig, 90, tysk-österrikisk skådespelare och regissör.
- 27 september – Aristide Maillol, 82, fransk målare och skulptör.

### Fjärde kvartalet

#### Oktober
- 1 oktober – William Mulock, 101, kanadensisk politiker.
- 4 oktober – Al Smith, 70, amerikansk politiker, guvernör i New York 1915–1917.
- 14 oktober – Erwin Rommel, 52, tysk generalfältmarskalk.
- 16 oktober
  - Puniša Račić, 58, montenegrinsk-serbisk politiker.
  - Eric Westberg, 52, svensk musikorganisatör, kompositör och dirigent.
- 17 oktober – Zenon Przesmycki, 82, polsk poet och politiker, Polens kulturminister 1919.
- 18 oktober – Josef Maria Eder, 89, österrikisk kemist.
- 23 oktober – Olof Thunman, 65, svensk konstnär och poet.
- 28 oktober – Paul Gasq, 84, fransk skulptör.

#### November
- 1 november – Knut Pehrson, 54, svensk skådespelare.
- 2 november – Karol Irzykowski, 71, polsk författare.
- 7 november
  - Carl Browallius, 76, svensk skådespelare.
  - Richard Sorge, 49, tysk journalist, sovjetisk spion i Japan.
- 8 november
  - André Abegglen, 35, schweizisk fotbollsspelare.
  - Eric Hermelin, 84, svensk översättare och författare.
- 10 november – Bartholomäus Schink, 16, tysk motståndsman och ledare inom Edelweißpiraten, avrättad.
- 14 november – Carl Flesch, 71, ungersk violinist och pedagog.
- 15 november – Smith W. Brookhart, 75, amerikansk politiker, senator 1922–1926 och 1927–1933.
- 17 november – Weyler Hildebrand, 54, svensk skådespelare, regissör och manusförfattare.
- 19 november – Ignacio Bolívar, 94, spansk vetenskapsman.
- 24 november – Rolf Lindquist, 49, svensk militär.

#### December
- 3 december – Andreas av Grekland och Danmark, 62, grekisk prins.
- 9 december – Erkki Kaila, 77, ärkebiskop i Åbo ärkestift inom Evangelisk-lutherska kyrkan i Finland sedan 1935.
- 11 december – Joseph Maréchal, 66, belgisk jesuit och filosof.
- 15 december
  - Rudolph Karstadt, 88, tysk affärsman.
  - Glenn Miller, 40, amerikansk orkesterledare, flygolycka.
- 23 december – Angela Autsch, 44, tysk nunna känd som "Auschwitz ängel".
- 28 december – Klavdija Nikolajeva, 51, sovjetisk politiker.
- 30 december – Romain Rolland, 78, fransk författare, nobelpristagare 1915.

## Nobelpris[19]
- Fysik – Isidor Isaac Rabi, USA
- Kemi – Otto Hahn, Tyskland
- Medicin
  - Joseph Erlanger, USA
  - Herbert S. Gasser, USA
- Litteratur – Johannes Jensen, Danmark
- Fred – Internationella Röda Korset

### Fotnoter
1. 1 2 3 4 5 6 7 8 9 10 11 12 13 14 15 16 17 18 19 20  Hundra år i Sverige – 1944, Hans Dahlberg, Albert Bonniers, 1999
2. 1 2 3 4 5 6 7 8 9 10 11 12 13 14 15 16 17 18 19 20 21  20:e århundrades När Var Hur – 1944, Bernt Himmelstedt, Forum, 1999
3. 1 2 3 4 5 6 7 8  Sverige 1900-talet – 1944, NE, Bra Böcker, 2000
4. 1 2 3 4 5 6 7 8 9 10 11 12 13 14  100 år med Aftonbladet – 1944, 1999
5. ↑  Faktakalendern 1996, Semic, 1995
6. 1 2 3 4 5 6 7 8  Faktakalendern 2000 – 1944 (Utlandet) , Semic, 1999
7. 1 2  75 år Sverige, Carl-Adam Nycop, Bokförlaget Bra böcker, 1976, sidan 141 - Kupp-övning i Stockholm
8. ↑  75 år Sverige, Carl-Adam Nycop, Bokförlaget Bra böcker, 1976, sidan 139 - Gustav Möllers sociala vision
9. ↑  "Year by Year 1944" – History Channel International
10. ↑  Cressman, Robert J. (2000). The Official Chronology of the U.S. Navy in WWII. Annapolis, Maryland: Naval Institute Press. sid. 248. ISBN 978-1-55750-149-3
11. ↑  Van der Zee, Henri A. (1982). The Hunger Winter: Occupied Holland 1944–5. London: Norman & Hobhouse. ISBN 978-0-906908-71-6
12. ↑  Faktakalendern 2000 – 1944 (Sverige), 1999
13. ↑  ”Russia” (på engelska). World Statesmen. http://www.worldstatesmen.org/Russia.htm#Tannu. Läst 7 november 2012.
14. ↑  Reed, John (15 augusti 1977). ”Largest Wartime Explosions: 21 Maintenance Unit, RAF Fauld, Staffs. 27 november 1944”. After the Battle "18":  ss. 35–40. ISSN 0306-154X.
15. ↑  Rowe, Mark (29 augusti 2008). ”World's largest-ever explosion (almost)”. BBC Stoke. Arkiverad från originalet den 23 februari 2020. https://web.archive.org/web/20200223192031/http://www.bbc.co.uk/stoke/content/articles/2008/08/15/hanbury_crater_feature.shtml. Läst 1 april 2019.
16. ↑  Goddard, Jane (6 oktober 2014). ”Bygones: Book coincides with 70th anniversary of giant explosion at RAF Fauld, near Burton”. Derby Telegraph. Arkiverad från originalet den 11 juli 2015. https://web.archive.org/web/20150711172049/http://www.derbytelegraph.co.uk/Bygones-Book-coincides-70th-anniversary-giant/story-23049328-detail/story.html. Läst 1 april 2019.
17. ↑  Cressman, Robert J. (2000). The Official Chronology of the U.S. Navy in WWII. Annapolis, Maryland: Naval Institute Press. sid. 278. ISBN 978-1-55750-149-3
18. ↑  ”Skolans historia, Sverige   (UTF-8)”. Arkiverad från originalet den 24 maj 2012. https://archive.is/20120524193041/http://www.algonet.se/~hogman/skolhistoria.htm.
19. ↑  ”Nobelpriset”. https://www.nobelprize.org/prizes/lists/all-nobel-prizes/. Läst 10 april 2011.